# Августевич, Семён Иосифович
Семён Иосифович Августе́вич (род. 3 декабря 1937, Саратов) — писатель, учёный, преподаватель, кандидат психологических наук, доцент кафедры журналистики и медиаобразования. Главный редактор журнала еврейских общин Центральной России и Поволжья «Корни» (с 1994 по наши дни), бюллетеней «Еврейский мир» и «Тёплые дома Москвы». Руководитель Ассоциации Народных университетов еврейской культуры СНГ и Народного университета еврейской культуры в Центральной России и Поволжье, директор Международного Центра обучения (Иерусалим, Израиль).

## Биография
Семён Иосифович Августевич родился в 1937 году в Саратове. Он был третий сын у Иосифа Семёновича. В 1956 окончил Саратовский электромеханический техникум. После этого с 1956 по 1959 отслужил в армии. В 1965 окончил Саратовский политехнический институт. С 1968 года работал в НИИ Минавиапрома. С 1975 по 1989 год преподавал в Саратовском госуниверситете. А с 1985 по 1989 годы параллельно работал во Всесоюзном институте повышения квалификации руководящих работников деканом факультета заочного образования и заведующим кафедрой управления. В 1978 году организовал и стал во главе первой в СССР лабораторию психологии труда на автотранспорте. В 1983 году защитил кандидатскую диссертацию по психологии в МГУ. В 1989 году основал в Саратове еврейскую общественную организацию «Тшува». В 1989—1990 годах Семён Августевич входит в Координационный Совет, а затем в члены Президиума Ваада России (Федерация еврейских организаций).
Семён Иосифович переезжает в Москву, публикуется в еврейской прессе, организует службу психологической помощи репатриантам. В октябре 1991 года создаётся Ассоциация гуманистического иудаизма, и Семён Августевич избирается Председателем Совета этой организации.
В это же время, работая в Русском проекте Открытого университета Израиля, создаёт Учебный центр этого университета в СССР/СНГ/России и руководит им по 2012 год. В 1993—1994 годах он создаёт региональный Народный университет еврейской культуры, где наряду с другими специалистами из городов Поволжья и Центральной России сам читает лекции, среди которых лекция «Советское еврейство глазами заинтересованного человека». Позже принимает участие в организации других региональных Народных университетов, объединяет их в Ассоциацию Народных университетов еврейской культуры СНГ и возглавляет её. А также становится редактором всех медийных изданий, связанных с Ассоциацией (журнал «Марце» — лектор и «Библиотека лектора», где по 2004 год вышло 33 выпуска этих материалов). В 1994 году Семён Августевич начинает издавать журнал «Корни», становится его главным редактором.
В ходе читательских конференций по материалам журнала в разных городах региона Семён Августевич неоднократно встречался с читателями. Так, 31 июля 2003 года он выступал в Пензенском Центре еврейской религии и культуры «Атиква». А 19 марта 2004 года познакомил участников заседания клуба «Неизвестный Холокост» с содержанием издания «Корни».
С 2006 по 2012 гг. преподавал в Московском государственном гуманитарном университетом имени М. А. Шолохова следующие курсы: Личностный ресурс журналиста, Психология журналистики, Общение в журналистике. Жанры периодической печати, Газетная публицистика, Психология журналистского творчества, Медиапроектирование СМИ. Корпоративная журналистика. В 2009 году принял участие в Международной научной конференции «Петербург — Израиль. Интеллектуальный диалог».
Принимал участие и выступал с докладами с 2007 по 2011 года на Четырнадцатой, Пятнадцатой, Шестнадцатой, Семнадцатой, Восемнадцатой ежегодных международных конференциях по иудаике Центра «Сэфер». С 29 по 31 января 2012 года участвовал в Девятнадцатой ежегодной международной конференции по иудаике.

В настоящее время живет в Израиле.

## Публикации
Автор более 100 работ, из них более 90 научных и методических, среди них:

### Книги
- Августевич С. и др. История еврейского народа в контексте мировой истории. События. Имена. Культурные достижения. Третье издание — Москва: Издательство «Еврейский мир», 2002.
- Проектная деятельность СМИ и журналистов. (совместно с Л. Ю. Внуковой.) М., РИЦ МГГУ им. М. А. Шолохова. 2010. 67 стр.[16]
- Добро пожаловать в психологию! Воспоминания/ С. И. Августевич. — Саратов: ИЦ «Наука», 2020. — 131 с. — ISBN 978-5-9999-3327-0.

### Статьи
- Для кого открыт Открытый университет Израиля. — М.: РИЦ МГОПУ им. М. А. Шолохова, 2006. — 36 с.
- Материалы курсов Открытого университета Израиля, как диалог культур (совместно с С. Ю. Ермолаевой). В сб. «Научные труды по иудаике. Материалы XV ежегодной международной междисциплинарной конференции по иудаике». Часть I. М., 2008. — C. 138—148.
- Тематика курсов Открытого университета Израиля на русском языке для дистанционного обучения (совместно с С. Ю. Ермолаевой). В сб. «Материалы XVI ежегодной международной междисциплинарной конференции по иудаике». Часть 2. М., 2009. -S. 523—534.
- Движение гуманистического иудаизма на советском и постсоветском пространстве. В сб. «Научные труды по иудаике. Материалы XVII Ежегодной международной междисциплинарной конференции по иудаике». Том I. М., 2011. 254—273 с.,
- Блогер как журналист и журналист как блогер В сб. «4 медиа. Сборник избранных лекций» М., РИЦ МГГУ им. М. А. Шолохова. 2010. — С. 142—166.
- Национальные особенности образования и воспитания в школах Израиля. // В сб. «Научный поиск в воспитании: парадигмы, стратегии, практика.» М., МГПИ, АПКиППРО, 2011. с. 20 — 30.
- Этническая журналистика и идентификация читателя. // В сб. "Личность медиа. Технологии взаимодействия. М., РИЦ МГГУ им. М. А. Шолохова. 2011. С. 99 — 107.
- История ограниченного поля видения. // В сб. «Опыт и перспективы развития университетской психологии в Саратове». Саратов. 2011. — С. 5 — 14.
- Медиапроектирование как средство развития социальной активности студентов. (совместно с Л. Ю. Внуковой.) // В сб. «Современное журналистское образование». М. МГУ. «МедиаМир» 2011, с. 148−153.
- Деятельность тьютора дистанционного образования в анализе конкретных ситуаций. // В сб. «Психологическая помощь социально незащищённым лицам с использованием дистанционных технологий». М., МГППУ, 2011 с. 141—144.
- Журнал «Корни» — 50 номеров, (в соавторстве с Дж. Исмановой). // «Корни» № 50 (апрель — июнь). М., 2011. — С. 5 — 10.
- Литературный и авторский портрет журнала «Корни». // В сб. "Научные труды по иудаике Центра научных работников и преподавателей иудаики в вузах «Сефер». М., 2011. — С. 365—378.
- Анализ студенческих отзывов о Школе журналистики «Глобальная деревня» (совместно с Л. Ю. Ермолаевой.) // В сб. «Молодёжь и медиа. Экология медиапространства». РИЦ МГГУ им. М. А. Шолохова. 2012. — С. З00—307.
- Организация изучения особенностей систематизации.